# Ronald Hanson

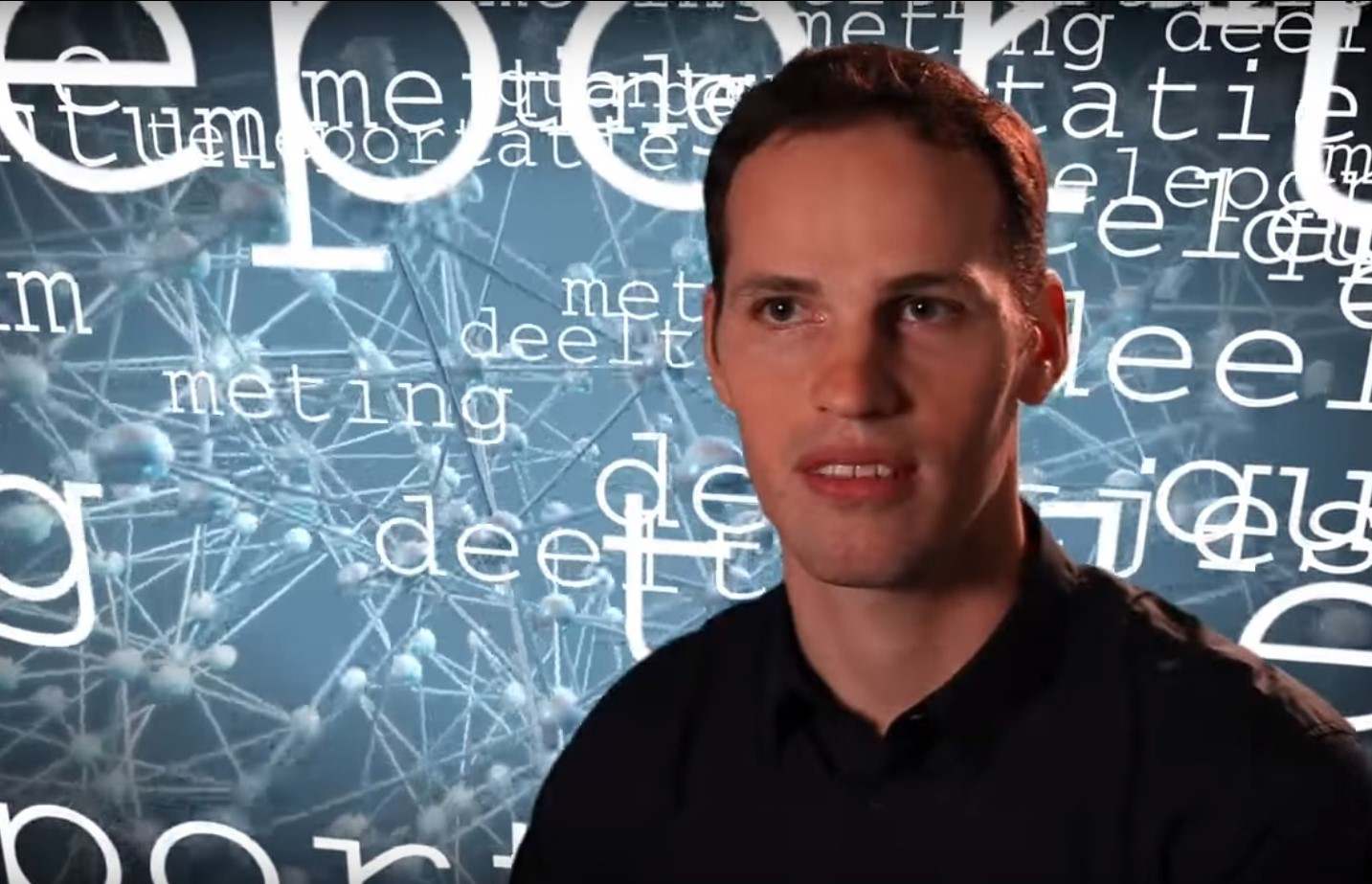
Ronald Hanson

Ronald Hanson (* 1976) ist ein niederländischer Physiker und Hochschullehrer.
Hanson studierte angewandte Physik an der Reichsuniversität Groningen mit dem Master-Abschluss 1999, war ein Jahr in Japan und promovierte 2005 an der TU Delft bei Leo Kouwenhoven. Als Post-Doktorand war er bei David Awschalom an der University of California, Santa Barbara. Danach leitete er eine eigene Forschungsgruppe an der TU Delft, an der er 2012 Antoni van Leeuwenhoek Professor wurde. Er ist leitender Wissenschaftler und einer der vier Gründungsprofessoren (2013) bei QuTech (Quantum computing and quantum internet) an der TU Delft.
Er befasst sich mit Quanteninformationstheorie und dem Quanten-Internet und technischer Nutzung von Quantenverschränkung. Insbesondere forscht er an den Grundlagen eines zukünftigen Quanten-Internets mit einem Pilotprojekt zwischen verschiedenen Städten in den Niederlanden.
2015 publizierte er mit seiner Gruppe einen schlupflochfreien Test der Bell-Ungleichung. Mit jeweils zwei unterschiedlichen Photonen verschränkten sie zwei Elektronen über einen Abstand von 1,3 km. In Experimenten davor wurden entweder Photonen verschränkt (von denen viele aber vor Detektion verlorengingen) oder Ionen, die aber nicht weit genug entfernt waren.
2013/14 gelang ihm und seiner Gruppe die Quantenteleportation zwischen Elektronen auf verschiedenen Chips.
2018 gelang ihm mit seiner Gruppe Quantenverschränkung zwischen zwei Chips schneller zu erzeugen als diese verlorenging. Mit ähnlichen Methoden wie in ihrem Experiment von 2015 konnten sie gezielt 40 Quantenverschränkungen pro Sekunde erzeugen, tausendmal mehr als vorher möglich.
Für 2019 erhielt er den Spinoza-Preis. Außerdem erhielt er 2017 den John Stewart Bell Prize (mit Anton Zeilinger und Sae Woo Nam) für den schlupflochfreien Test der Bell-Ungleichung, 2016 den Huibregtsen Award, 2015 den Ammodo Preis der KNAW und 2012 den Nicholas Kurti Preis. 2018 wurde er Mitglied der Koninklijke Hollandsche Maatschappij der Wetenschappen (KHMW) und 2019 der Königlich Niederländischen Akademie der Wissenschaften (KNAW).

## Schriften (Auswahl)
Außer die in den Fußnoten zitierten Arbeiten.
- mit B. Witkamp u. a.: Zeeman energy and spin relaxation in a one-electron quantum dot. In: Phys. Rev. Lett. Band 91, 2003, S. 196802, doi:10.1103/PhysRevLett.91.196802, arxiv:cond-mat/0303139.
- mit J. M. Elzerman u. a.: Few-electron quantum dot circuit with integrated charge read out. In: Phys. Rev. B. Band 67, 2003, S. 161308, doi:10.1103/PhysRevB.67.161308, arxiv:cond-mat/0212489.
- mit J. M. Elzerman u. a.: Single-shot read-out of an individual electron spin in a quantum dot. In: Nature. Band 430, 2004, S. 431, doi:10.1038/nature02693, arxiv:cond-mat/0411232.
- mit F. H. L. Koppens u. a.: Control and detection of singlet-triplet mixing in a random nuclear field. In: Science. Band 309, 2005, S. 1346–1350, doi:10.1126/science.1113719, arxiv:cond-mat/0509053.
- mit L. H. Willems van Beveren u. a.: Single-shot readout of electron spin states in a quantum dot using spin-dependent tunnel rates. In: Phys. Rev. Lett. Band 94, 2005, S. 196802, doi:10.1103/PhysRevLett.94.196802, arxiv:cond-mat/0412768.
- mit F. Mendoza u. a.: Polarization and readout of coupled single spins in diamond. In: Phys. Rev. Lett. Band 97, 2006, S. 87601, doi:10.1103/PhysRevLett.97.087601, arxiv:quant-ph/0605179.
- mit L. Kouwenhoven u. a.: Spins in few-electron quantum dots. In: Rev. Mod. Phys. Band 79, 2007, S. 1217, doi:10.1103/RevModPhys.79.1217, arxiv:cond-mat/0610433.
- mit D. Awschalom: Coherent manipulation of single spins in semiconductors. In: Nature. Band 453, 2008, S. 1043, doi:10.1038/nature07129.
- mit V. V. Dobrovitski u. a.: Coherent dynamics of a single spin interacting with an adjustable spin bath. In: Science. Band 320, 2008, S. 352–355, doi:10.1126/science.1155400.
- mit G. De Lange u. a.: Universal dynamical decoupling of a single solid-state spin from a spin bath. In: Science. Band 330, 2010, S. 60–63, doi:10.1126/science.1192739, arxiv:1008.2119.
- mit L. Robledo u. a.: High-fidelity projective read-out of a solid-state spin quantum register. In: Nature. Band 477, 2011, S. 574, doi:10.1038/nature10401, arxiv:1301.0392.
- mit T. van der Sar u. a.: Decoherence-protected quantum gates for a hybrid solid-state spin register. In: Nature. Band 484, 2012, S. 82–86, doi:10.1038/nature10900, arxiv:1202.4379.
- mit T. H. Taminiau u. a.: Universal control and error correction in multi-qubit spin registers in diamond. In: Nature Nanotechnology. Band 9, 2014, S. 171, doi:10.1038/nnano.2014.2, arxiv:1309.5452.
- mit Stephanie Wehner u. a.: Quantum internet: A vision for the road ahead. In: Science. Band 362, 2018, S. aam9288, doi:10.1126/science.aam9288.
- mit M. Pompili u. a.: Realization of a multinode quantum network of remote solid-state qubits. In: Science. Band 372, 2021, S. 259–264, doi:10.1126/science.abg1919, arxiv:2102.04471.